# Coupe du monde de course sur sable
La Coupe du monde de course sur sable est une compétition mondiale de course motocycliste sur sable créée en 2023 par la Fédération internationale de motocyclisme (FIM). Elle se déroule dans trois pays, la France, l'Argentine et le Portugal, et, depuis 2024, en Italie.

## Organisation
La Fédération internationale de motocyclisme (FIM), en collaboration avec les fédérations de motocyclisme des trois pays concernés, la France, l'Argentine et le Portugal et les organisateurs des épreuves, organise la Coupe du monde de course sur sable à partir de 2023, au sein de la commission tout-terrain de la FIM.
Pour la deuxième édition de 2024, la FIM porte à six le nombre de courses qualificatives, deux en France, une en Argentine, une en Angleterre, une en Italie et une au Portugal.

## Règlement (extraits)
La Coupe du monde de course sur sable et trophées se disputent chaque année et comprend les catégories et classes suivantes :
- moto (jusqu’à 450 cc) ;
- moto Junior 1 (jusqu’à 125 cc) ;
- moto Junior 2 (jusqu’à 250 cc) ;
- quad ;
- quad Junior (jusqu’à 550 cc) ;
- vintage :
- side-by-side (en) (SSV) ;
- trophée féminins ;
- trophée vétérans[2].

La compétition peut comporter deux types d'épreuves : l'endurance des sables et le cross des sables.

## Course
La caractéristique principale de cette compétition est qu'elle se déroule sur des circuits devant être composés de 90 % de sable.

### Épreuves
En 2023, la première édition comprend trois épreuves :
- l'Enduropale du Touquet Pas-de-Calais, en France, début février ;
- l'Enduro del Verano à Villa Gesell (es) en Argentine, fin février ;
- la Monte Gordo Beach Algarve, dans la ville de Monte Gordo (pt) au Portugal, en novembre[3].

En 2024, trois autres épreuves sont ajoutées à la Coupe du monde :
- la Weston Beach Race, en Angleterre, en octobre ;
- la Bibione Sand Storm, en Italie, en novembre[4] ;
- la Ronde des Sables d'Hossegor, en France, en novembre[1].

En 2025, six épreuves sont prévues dont deux fois l'Enduropale, la première épreuve en 2025 et la dernière en 2026 :
- 8-9 février : France – Enduropale du Touquet Pas-de-Calais
- 29-31 août : Argentine – Enduro del Invierno
- 24-26 octobre : Italie – Bibione Sand Storm
- date et lieu non définis
- 29-30 novembre : Portugal – Monte Gordo (pt) Sand Experience
- Février 2026 : France – Enduropale du Touquet Pas-de-Calais

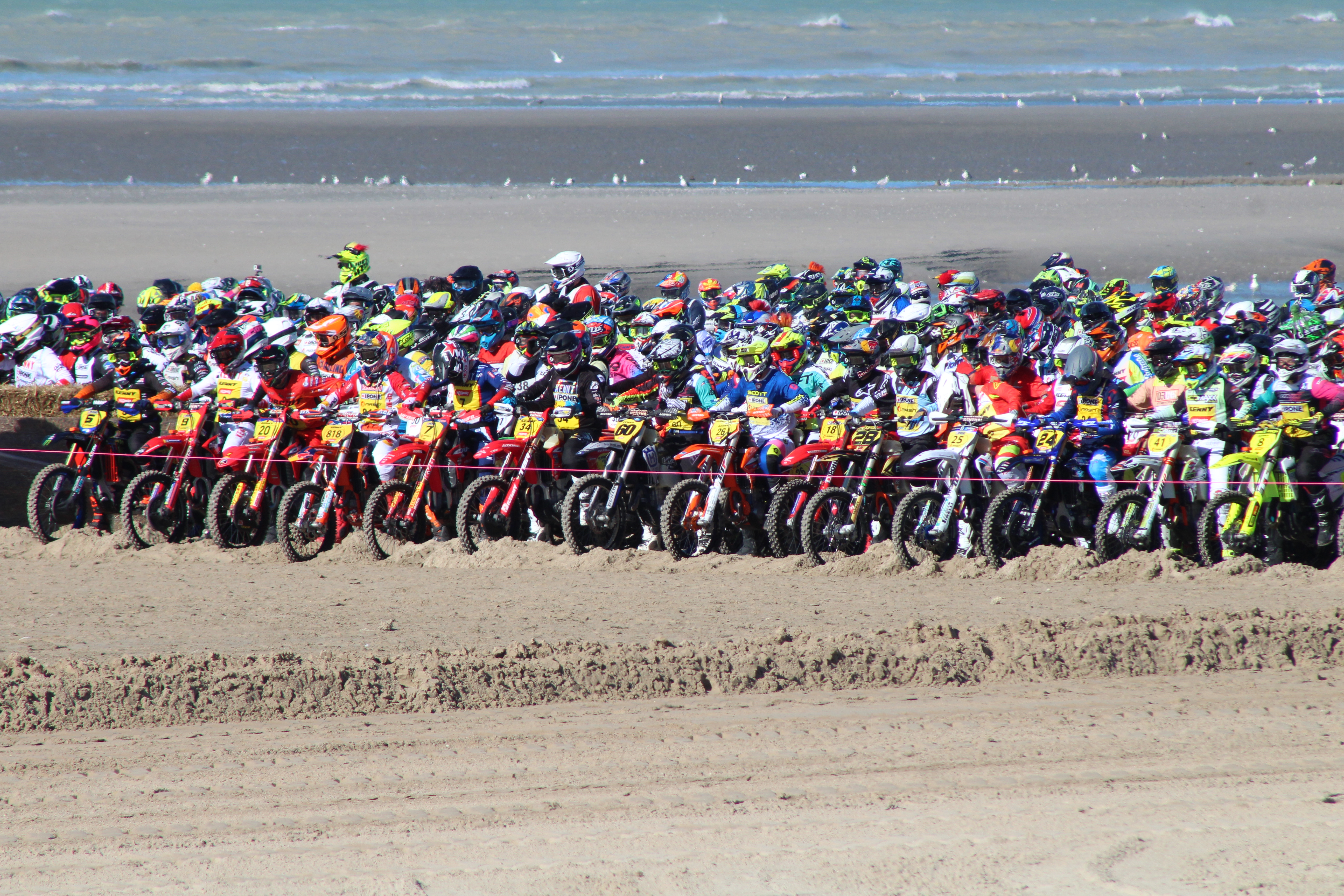
L'Enduropale, en 2022.
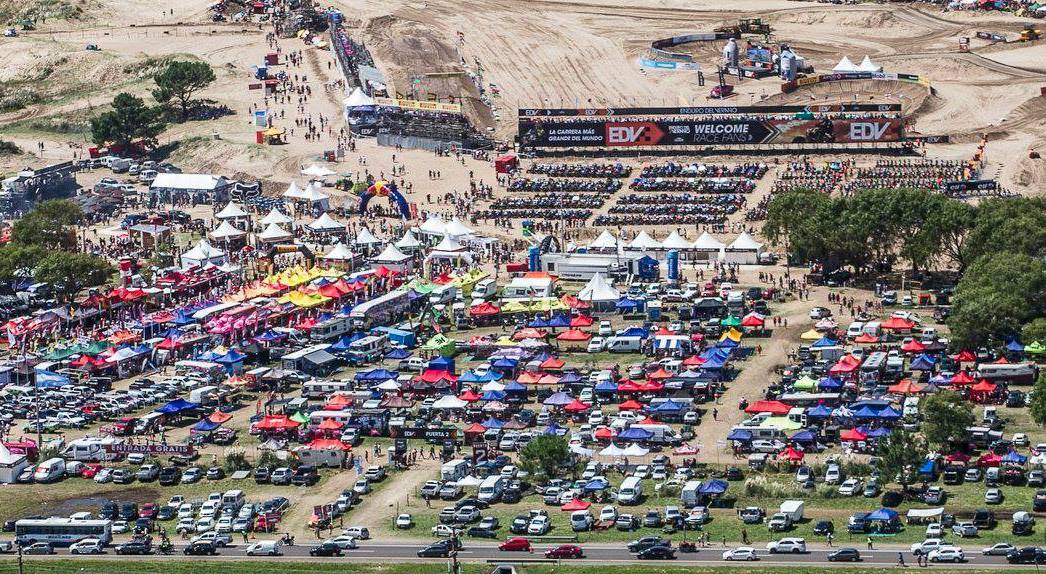
L'Enduro del Verano, en 2018.

## Palmarès
Pour l'Enduro del Verano 2023, en Argentine, dix européens sont inscrits : dont six français comme Mathilde Denis, actuelle championne de France de courses sur sables moto, deux belges, un britannique Todd Kellet, actuel champion de France de courses sur sables moto et un hollandais.

### Catégorie homme
| Année | Enduropale   | Enduropale   | Enduro del Verano | Enduro del Verano | Weston Beach Race remplacé par la Ronde des sables de Loon-Plage en 2024 | Weston Beach Race remplacé par la Ronde des sables de Loon-Plage en 2024 | Bibione Sand Storm | Bibione Sand Storm | Monte Gordo Beach Algarve | Monte Gordo Beach Algarve | Ronde des sables d'Hossegor | Ronde des sables d'Hossegor | Champion du monde | Champion du monde |
| Année | Pilote       | Constructeur | Pilote            | Constructeur      | Pilote                                                                   | Constructeur                                                             | Pilote             | Constructeur       | Pilote                    | Constructeur              | Pilote                      | Constructeur                | Pilote            | Constructeur      |
| 2023  | Todd Kellett | Yamaha       | Todd Kellett      | Yamaha            | Non-couru                                                                | Non-couru                                                                | Non-couru          | Non-couru          | Yentel Martens,           | Honda                     | Non-couru                   | Non-couru                   | Todd Kellett      | Yamaha            |
| 2024  | Todd Kellett | Yamaha       | Todd Kellett      | Yamaha            | Cyril Genot                                                              | Honda                                                                    |                    |                    |                           |                           |                             |                             | Todd Kellett      | Yamaha            |
| 2025  |              |              |                   |                   |                                                                          |                                                                          |                    |                    |                           |                           |                             |                             |                   |                   |

### Catégorie femme
| Année | Enduropale          | Enduropale   | Enduro del Verano   | Enduro del Verano | Weston Beach Race | Weston Beach Race | Bibione Sand Storm | Bibione Sand Storm | Monte Gordo Beach Algarve | Monte Gordo Beach Algarve | Ronde des sables de Loon-Plage | Ronde des sables de Loon-Plage | Champion du monde   | Champion du monde |
| Année | Pilote              | Constructeur | Pilote              | Constructeur      | Pilote            | Constructeur      | Pilote             | Constructeur       | Pilote                    | Constructeur              | Pilote                         | Constructeur                   | Pilote              | Constructeur      |
| 2023  | Amandine Verstappen | Yamaha       | Mathilde Denis      | Honda             | Non-couru         | Non-couru         | Non-couru          | Non-couru          | Amandine Verstappen,      | Yamaha                    | Non-couru                      | Non-couru                      | Mathilde Denis      | Honda             |
| 2024  | Amandine Verstappen | Yamaha       | Amandine Verstappen | Yamaha            |                   |                   |                    |                    |                           |                           |                                |                                | Amandine Verstappen | Yamaha            |
| 2025  |                     |              |                     |                   |                   |                   |                    |                    |                           |                           |                                |                                |                     |                   |